# Bellengreville (Calvados)
Pour les articles homonymes, voir Bellengreville.
Bellengreville est une commune française, située dans le département du Calvados en région Normandie, peuplée de 1 474 habitants.

## Géographie

### Description
Bellengreville est une commune du Pays de Caen dans le Calvados, située à environ 20 km de Caen et  traversée par la route départementale 613 (route de Paris) entre les communes de Frénouville et Vimont. La première tranche de sa déviation, avec notamment la création d'un nouveau rond-point et de deux nouvelles routes vers Argences (RD41) et la déchetterie de Moult, est réalisée en 2021.
Elle est desservie par la ligne 16 des Bus Verts du Calvados.

### Communes limitrophes
| Frénouville           |                | Vimont        |
| Bourguébus            | Bellengreville | Moult         |
| Garcelles-Secqueville |                | Chicheboville |

### Hydrographie
La commune est située dans le bassin Seine-Normandie. Elle est drainée par le Semillon, le fossé 01 de la commune de Frenouville, le ruisseau des Petits Marais, le Cours Sémillon et le canal Grand,,.

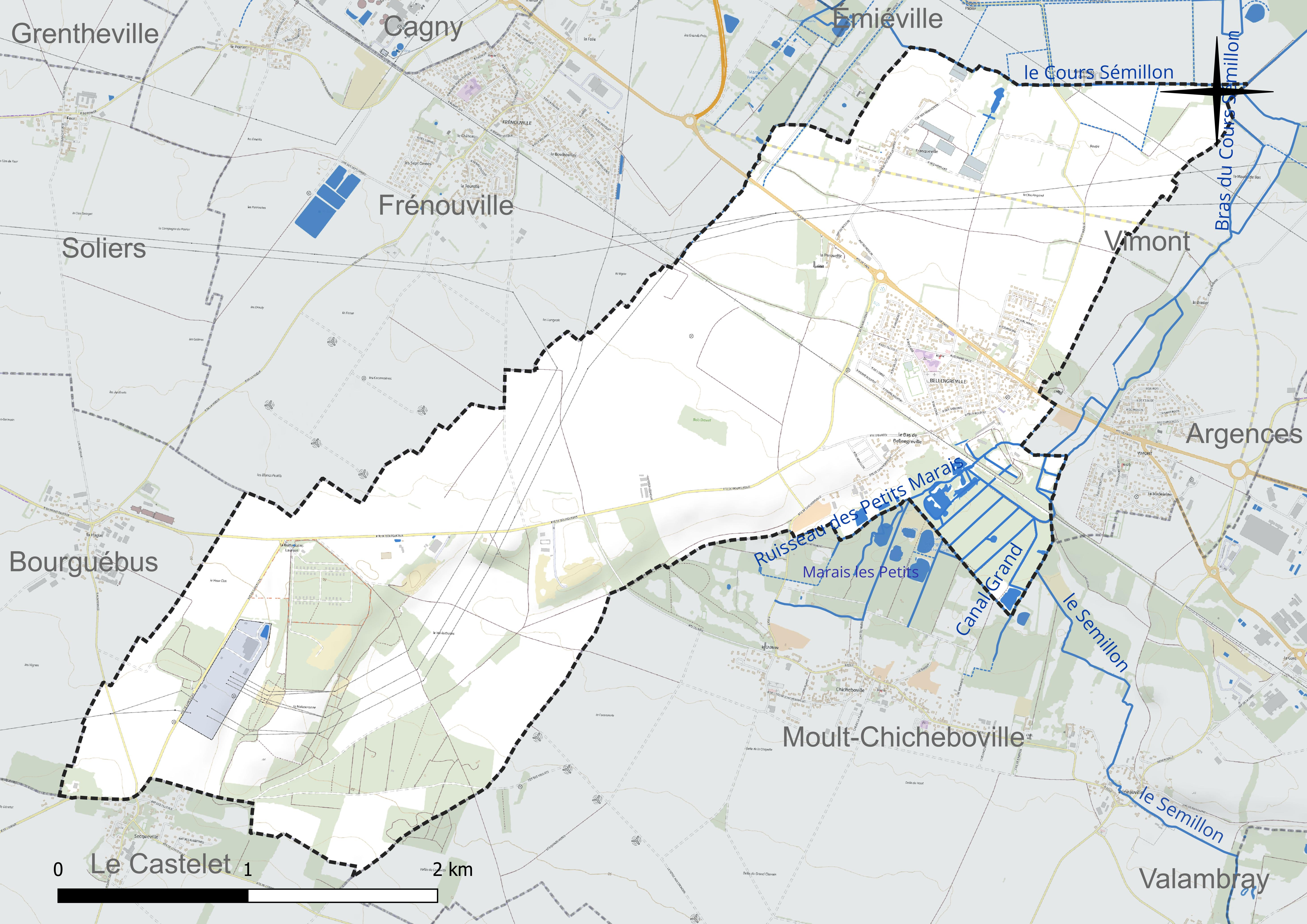
Réseau hydrographique de Bellengreville.

Un plan d'eau complète le réseau hydrographique : les étangs du Grand Marais (2,1 ha),.

### Climat
En 2010, le climat de la commune est de type climat océanique altéré, selon une étude du CNRS s'appuyant sur une série de données couvrant la période 1971-2000. En 2020, Météo-France publie une typologie des climats de la France métropolitaine dans laquelle la commune est exposée à un climat océanique et est dans la région climatique  Normandie (Cotentin, Orne), caractérisée par une pluviométrie relativement élevée (850 mm/a) et un été frais (15,5 °C) et venté. Parallèlement le GIEC normand, un groupe régional d'experts sur le climat, différencie quant à lui, dans une étude de 2020, trois grands types de climats pour la région Normandie, nuancés à une échelle plus fine par les facteurs géographiques locaux. La commune est, selon ce zonage, exposée à un « climat des plateaux abrités », correspondant à la plaine agricole de Caen à Falaise, sous le vent des collines de Normandie et proche de la mer, se caractérisant par une pluviométrie et des contraintes thermiques modérées.
Pour la période 1971-2000, la température annuelle moyenne est de 10,6 °C, avec  une amplitude thermique annuelle de 12,1 °C. Le cumul annuel moyen de précipitations est de 676 mm, avec 11,4 jours de précipitations en janvier et 7,3 jours en juillet. Pour la période 1991-2020, la température moyenne annuelle observée sur la station météorologique la plus proche, située sur la commune d'Argences à 3 km à vol d'oiseau, est de 11,6 °C et le cumul annuel moyen de précipitations est de 742,9 mm,. Pour l'avenir, les paramètres climatiques de la commune estimés pour 2050 selon différents scénarios d'émission de gaz à effet de serre sont consultables sur un site dédié publié par Météo-France en novembre 2022.

## Urbanisme

### Typologie
Au 1er janvier 2024, Bellengreville est catégorisée petite ville, selon la nouvelle grille communale de densité à 7 niveaux définie par l'Insee en 2022.
Elle appartient à l'unité urbaine d'Argences, une agglomération intra-départementale dont elle est une commune de la banlieue,. Par ailleurs la commune fait partie de l'aire d'attraction de Caen, dont elle est une commune de la couronne,. Cette aire, qui regroupe 296 communes, est catégorisée dans les aires de 200 000 à moins de 700 000 habitants,.

### Occupation des sols
L'occupation des sols de la commune, telle qu'elle ressort de la base de données européenne d'occupation biophysique des sols Corine Land Cover (CLC), est marquée par l'importance des territoires agricoles (69,3 % en 2018), en diminution par rapport à 1990 (71,8 %). La répartition détaillée en 2018 est la suivante : 
terres arables (65,8 %), forêts (15,5 %), zones urbanisées (7,1 %), mines, décharges et chantiers (3,9 %), zones agricoles hétérogènes (3,1 %), zones industrielles ou commerciales et réseaux de communication (2,9 %), zones humides intérieures (1,4 %), prairies (0,3 %). L'évolution de l'occupation des sols de la commune et de ses infrastructures peut être observée sur les différentes représentations cartographiques du territoire : la carte de Cassini (XVIIIe siècle), la carte d'état-major (1820-1866) et les cartes ou photos aériennes de l'IGN pour la période actuelle (1950 à aujourd'hui).

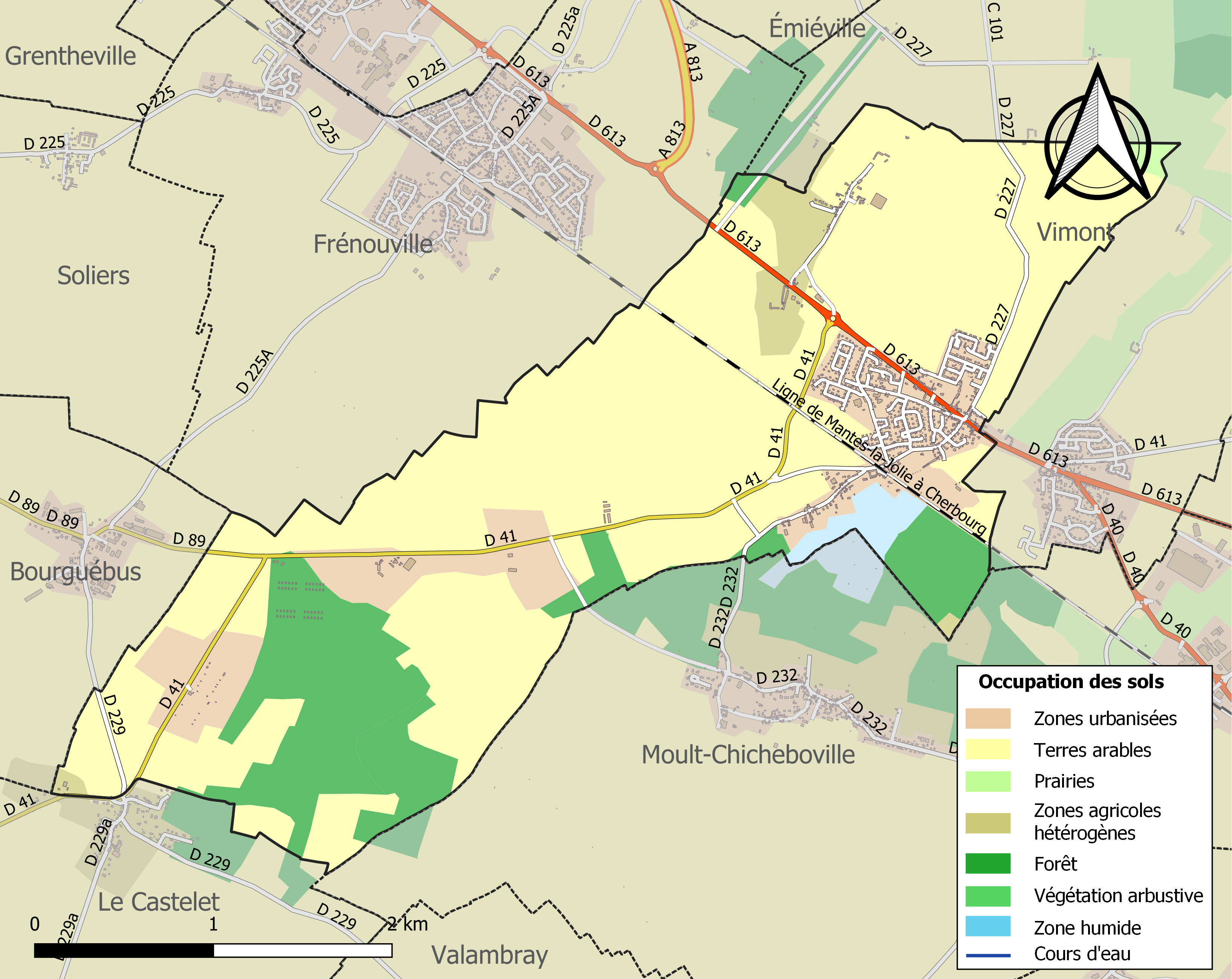
Carte des infrastructures et de l'occupation des sols de la commune en 2018 (CLC).

### Habitat et logement
En 2019, le nombre total de logements dans la commune était de 622, alors qu'il était de 617 en 2014 et de 573 en 2009.
Parmi ces logements, 95,6 % étaient des résidences principales, 0,8 % des résidences secondaires et 3,6 % des logements vacants. Ces logements étaient pour 93,5 % d'entre eux des maisons individuelles et pour 6,5 % des appartements.
Le tableau ci-dessous présente la typologie des logements à Bellengreville en 2019 en comparaison avec celle du Calvados et de la France entière. Une caractéristique marquante du parc de logements est ainsi une proportion de résidences secondaires et logements occasionnels (0,8 %) inférieure à celle du département (17,9 %) et  à celle de la France entière (9,7 %). Concernant le statut d'occupation de ces logements, 73,3 % des habitants de la commune sont propriétaires de leur logement (74,2 % en 2014), contre 57 % pour le Calvados et 57,5 pour la France entière.
| Typologie                                               | Bellengreville | Calvados | France entière |
| ------------------------------------------------------- | -------------- | -------- | -------------- |
| Résidences principales (en %)                           | 95,6           | 75,1     | 82,1           |
| Résidences secondaires et logements occasionnels (en %) | 0,8            | 17,9     | 9,7            |
| Logements vacants (en %)                                | 3,6            | 6,9      | 8,2            |

### Projets d'aménagement
La seconde tranche de la déviation de l'ancienne route nationale, avec la construction de cinq ponts et la réalisation  de 4,1 km est prévue entre 2021 et 2024.
Parallèlement est engagée la construction de trois ensembles immobilierstotalisant 151 logements, près du stade à La voie romaine, près de la RD41, au Clos des marais et 4 logements sociaux derrière l'église.

## Énergie

Liens HVDC existants
En construction
En project

Le poste de Tourbe est relié au poste de Menuel et permet la distribution de l'énergie produite par la centrale nucléaire de Flamanville. En 2020, la ligne sous-marine IFA-2 à haute tension a été mise en service entre le poste de Tourbe et Lee-on-the-Solent, en Angleterre. L'atterrage se fait à Merville-Franceville.
L'électricité produite par le parc éolien offshore géant Centre Manche 2, devrait transiter par le poste de Tourbe.

## Toponymie
Le nom de la localité est attesté sous les formes Berengervilla en 1265, Berengarii villa en 1279.
Il s'agit d'un toponyme en -ville au sens ancien de « domaine rural » (cf. villa), précédé d'un anthroponyme d'origine germanique, Bérenger, et signifiant « Domaine de Bérenger »[réf. nécessaire].

## Histoire

### Époque contemporaine
Bellengreville est connu localement pour avoir hébergé un parc zoologique. Créé par Léopold Cheneaux de Leyritz, maire et ancien préfet vichyste de la Haute-Garonne, en janvier 1960, le parc recevait 80 000 visiteurs par an. Il ferme le 1er octobre 1972 « sous la pression des charges fiscales et sociales ».

## Politique et administration

### Rattachements administratifs et électoraux

#### Rattachements administratifs
La commune se trouve dans l'arrondissement de Caen du département du Calvados.  
Elle faisait partie depuis 1801 du canton de Bourguébus. Dans le cadre du redécoupage cantonal de 2014 en France, cette circonscription administrative territoriale a disparu, et le canton n'est plus qu'une circonscription électorale.

#### Rattachements électoraux
Pour les élections départementales, la commune fait partie depuis 2014 du canton de Troarn
Pour l'élection des députés, elle fait partie de la sixième circonscription du Calvados.

### Intercommunalité
Bellengreville était membre de la communauté de communes du Val ès Dunes, un établissement public de coopération intercommunale (EPCI) à fiscalité propre créé fin 2002 et auquel la commune avait transféré un certain nombre de ses compétences, dans les conditions déterminées par le code général des collectivités territoriales.
Dans le cadre des dispositions de la loi portant nouvelle organisation territoriale de la République du 7 août 2015, qui prévoit que les établissements publics de coopération intercommunale (EPCI) à fiscalité propre doivent avoir un minimum de 15 000 habitants, cette intercommunalité a fusionné avec ses voisines pour former, le 1er janvier 2017, la communauté  de communes Val ès dunes dont est désormais membre la commune.

### Administration municipale
Compte tenu de la population de la commune, son conseil municipal compte quinze membres dont le maire et ses adjoints pour la mandature 2020-2026
Pendant cette période, le maire est assisté de quatre adjoints et un conseiller délégué.

### Liste des maires
| Période                                  | Période                         | Identité                    | Étiquette | Qualité                                                                                            |
| ---------------------------------------- | ------------------------------- | --------------------------- | --------- | -------------------------------------------------------------------------------------------------- |
| Les données manquantes sont à compléter. |                                 |                             |           | |
| 1959                                     | janvier 1970                    | Léopold Cheneaux de Leyritz |           | ancien préfet régional de Toulouse (1940-1944), créateur du zoo de Bellengreville Mort en fonction |
| février 1970                             | 1983                            | Thérèse Potier de La Varde  |           | |
| 1983                                     | 1990                            | Michel Tardy                |           | Cadre CRCA du Calvados                                                                             |
| juillet 1990                             | Mars 2000                       | Joël Minici                 |           | Instituteur Mort en fonction                                                                       |
| mai 2000                                 | mars 2008                       | Patrick Grente              |           | Employé de La Poste                                                                                |
| Mars 2008                                | En cours (au 13 septembre 2022) | M. Dominique Piat           |           | Artisan peintre retraité Réélu pour le mandat 2020-2026,                                           |

## Équipements et services publics
En 2022, la commune réalise la réhabilitation-extension de la mairie en 2022/2023. L'extension de 300 m2 relie l'ancienne mairie à l'école,. La bibliothèque, jusqu'alors située dans l'école, sera alors accueillie au rez-de-chaussée de la mairie historique,.
En 2023 est mise en service par l'intercommunalité une nouvelle maison de services, de 240 m2, comprenant également un espace public numérique, avec quatre ordinateurs et une salle de réunion.
L'équipement comprend un  espace destiné à divers partenaires où la Mission locale, le Comité local pour le logement autonome des jeunes, la Chambre de commerce et d'industrie, la CPAM/CARSAT et France Renov' y assurent des permanences sur rendez-vous,.

### Enseignement
En 2014, l'école élémentaire accueille 140 élèves.

## Population et société

### Démographie
L'évolution du nombre d'habitants est connue à travers les recensements de la population effectués dans la commune depuis 1793. Pour les communes de moins de 10 000 habitants, une enquête de recensement portant sur toute la population est réalisée tous les cinq ans, les populations de référence des années intermédiaires étant quant à elles estimées par interpolation ou extrapolation. Pour la commune, le premier recensement exhaustif entrant dans le cadre du nouveau dispositif a été réalisé en 2005.

En 2022, la commune comptait 1 474 habitants, en évolution de −2,45 % par rapport à 2016 (Calvados : +1,58 %, France hors Mayotte : +2,11 %).
| 1793 | 1800 | 1806 | 1821 | 1831 | 1836 | 1841 | 1846 | 1851 |
| ---- | ---- | ---- | ---- | ---- | ---- | ---- | ---- | ---- |
| 437  | 317  | 508  | 444  | 497  | 487  | 494  | 456  | 443  |

| 1856 | 1861 | 1866 | 1872 | 1876 | 1881 | 1886 | 1891 | 1896 |
| ---- | ---- | ---- | ---- | ---- | ---- | ---- | ---- | ---- |
| 468  | 455  | 429  | 424  | 420  | 413  | 411  | 409  | 404  |

| 1901 | 1906 | 1911 | 1921 | 1926 | 1931 | 1936 | 1946 | 1954 |
| ---- | ---- | ---- | ---- | ---- | ---- | ---- | ---- | ---- |
| 384  | 402  | 310  | 287  | 298  | 283  | 295  | 329  | 408  |

| 1962 | 1968 | 1975 | 1982 | 1990  | 1999  | 2005  | 2006  | 2010  |
| ---- | ---- | ---- | ---- | ----- | ----- | ----- | ----- | ----- |
| 482  | 511  | 498  | 780  | 1 391 | 1 412 | 1 519 | 1 509 | 1 596 |

| 2015  | 2020  | 2022  | - | - | - | - | - | - |
| ----- | ----- | ----- | - | - | - | - | - | - |
| 1 520 | 1 470 | 1 474 | - | - | - | - | - | - |

En 2010, Bellengreville est la 6 403e ville au classement des communes de France par nombre d'habitants.

### Manifestations culturelles et festivités
Fête de la musique tous les ans autour du 21 juin, suivie d'un feu d'artifice au stade.

## Culture locale et patrimoine

### Lieux et monuments
- Manoir de la Perquette (1602) qui fait l'objet d'une inscription au titre des monuments historiques depuis le 6 juin 1980[41].
- Église Notre-Dame (reconstruction). L'église de l'Assomption-de-Notre-Dame qui faisait l'objet d'une inscription au titre des monuments historiques depuis le 4 octobre 1932[42] se trouvait au milieu du cimetière, elle a été détruite par mines par les Allemands en août 1944 et datait des XIIe et XIVe siècles.
- Marais tourbeux alcalin de Chicheboville-Bellengreville, classé site Natura 2000[43].

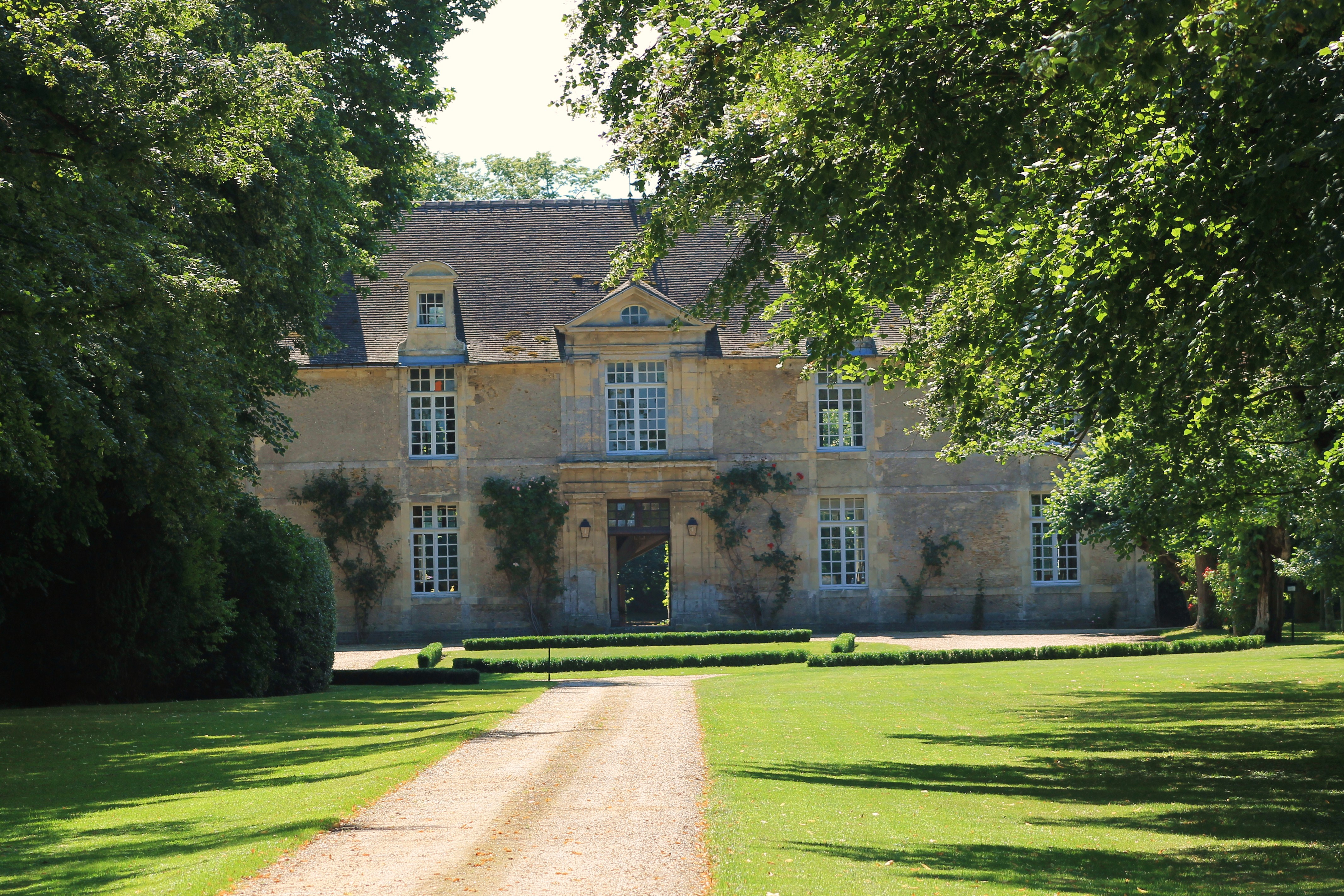
Le manoir de la Perquette.
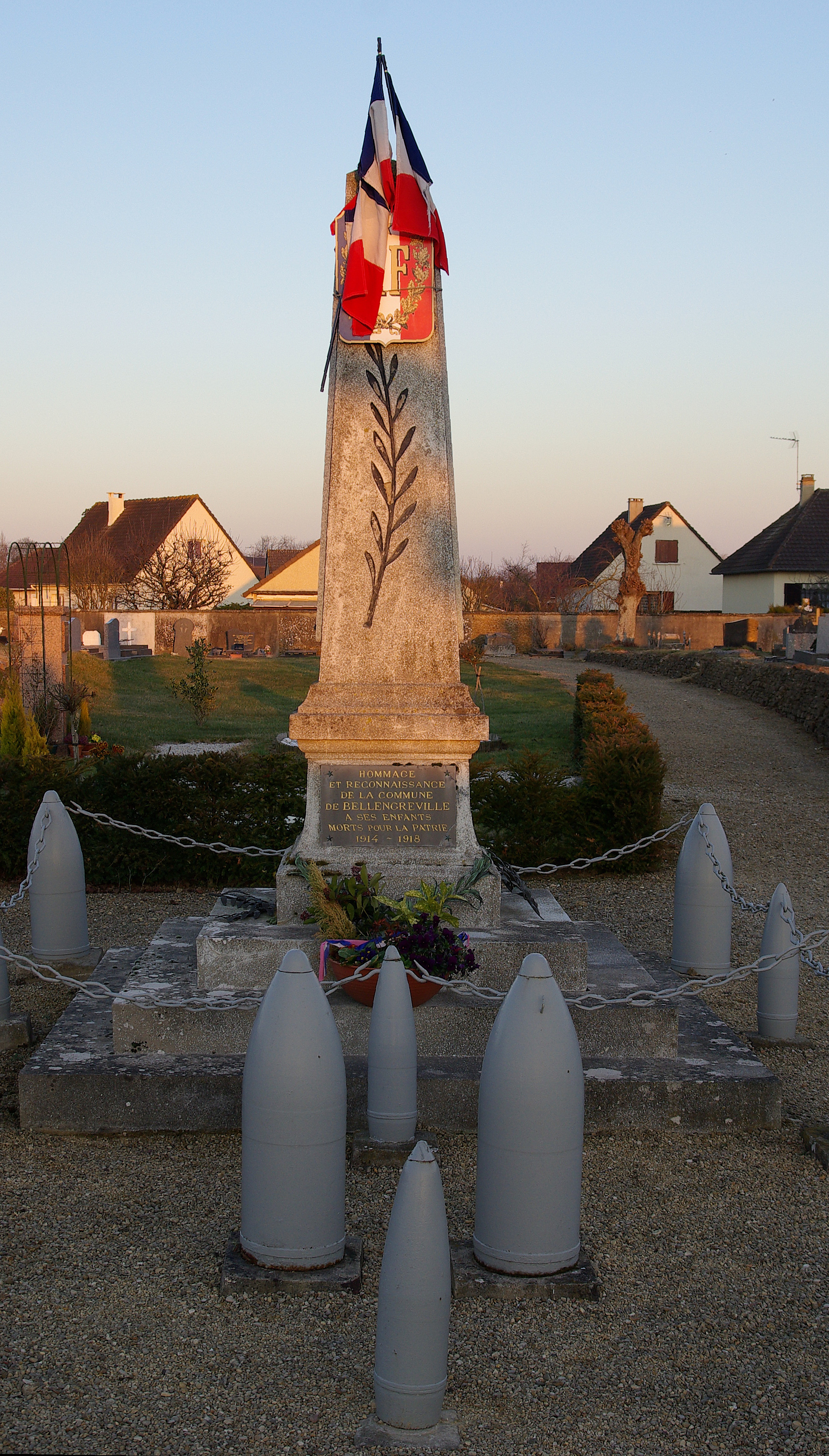
Le monument aux morts.

### Personnalités liées à la commune
- Félix Bouffay (1899-1942), né à Bellengreville, communiste et résistant, il forma un groupe de FTP constitué de cheminots des environs de Coutances. Il est fusillé le 1er octobre 1942 à Saint-Lô.

- Les frères Travers (Léon, 1912-54 et Alfred, 1912-44) habitaient à Bellengreville. Ils furent communistes et résistants, membres d'un groupe de FTP, puis de FFI.